# Sphaeromyxa atherinae
Sphaeromyxa atherinae is een microscopische parasiet uit de familie Sphaeromyxidae. Sphaeromyxa atherinae werd in 1984 beschreven door Karataev & Iskov. 